# هوس أحادي

## الهوس الأحادي
يعد الهوس الأحادي في علم الطب النفسي وفي الطب النفسي في القرن التاسع عشر،هذيانا يتميز بانشغال ذهني فريد من نوعه.يتميزالهوس الأحادي الفكري للمريض بهاجس واحد أو أكثر من الأوهام.يتعلق الهوس الأحادي الوجداني أو العقلي بالمريض الذي قد يحافظ على بعض وعيه أثناء الاضطراب عكس الهوس الأحادي العاطفي الذي تقضي فيه عاطفة أو أكثر على عقل وإرادة المصاب.
استند الطبيب النفسي فيليب بينيل سنة 1801 على العمل العلمي لأبقراط «المرض المقدس» في تصنيف الأمراض العقلية إلى الهوس والجنون والبلاهة والخرف(أو مايسمى العته) ، في حين أنشأ الطبيب النفسي جان إتيان إسكيرول في سنة 1838 تصنيفاً لأنواع الهوس الأحادي
و استبدل مصطلح ميلانخوليا بمصطلح المونومانيا. بعد سنة 1850, لم يعد يظهر أثر للهوس الأحادي ولمعايير التشخيص في الطب النفسي في الدليل التشخيصي والإحصائي للأمراض العقلية, و مع ذلك فإن بعضاً من الاضطرابات النفسية ظلت تصنف كهوس أحادي مثل اضطراب العادات والاندفاعات أو اضطراب السلوك.

## تأثيل كلمة مونومانيا
البادئة: «مونو» (باليونانية: μονο) أي الأحادي
اللاحقة: «مانيا» (باليونانية: μανία) أي الهوس أو العادة الغريبة.

## أنواع الهوس الأحادي
لقد دقق الطبيب النفسي شارل كريتيان هنري مارك مفهوم الهوس الأحادي للطبيب جان إتيان إسكيرول وصنفه إلى الأنواع التالية: الهوس الأحادي الفكري، الهوس الأحادي الانفعالي، الهوس الأحادي الوجداني؛ في حين انتقد الطبيب النفسي جان بييار فلاريه النطاق الامحدد لهذا المفهوم.
بعض أنواع الهوس الأحادي:
•الهوس الشبقي
•هوس السرقة
•جنون العظمة
•هوس الحرائق
•الهوس الأحادي للانتحار
•الهوس الأحادي للقتل